# Giant (Fahrradhersteller)

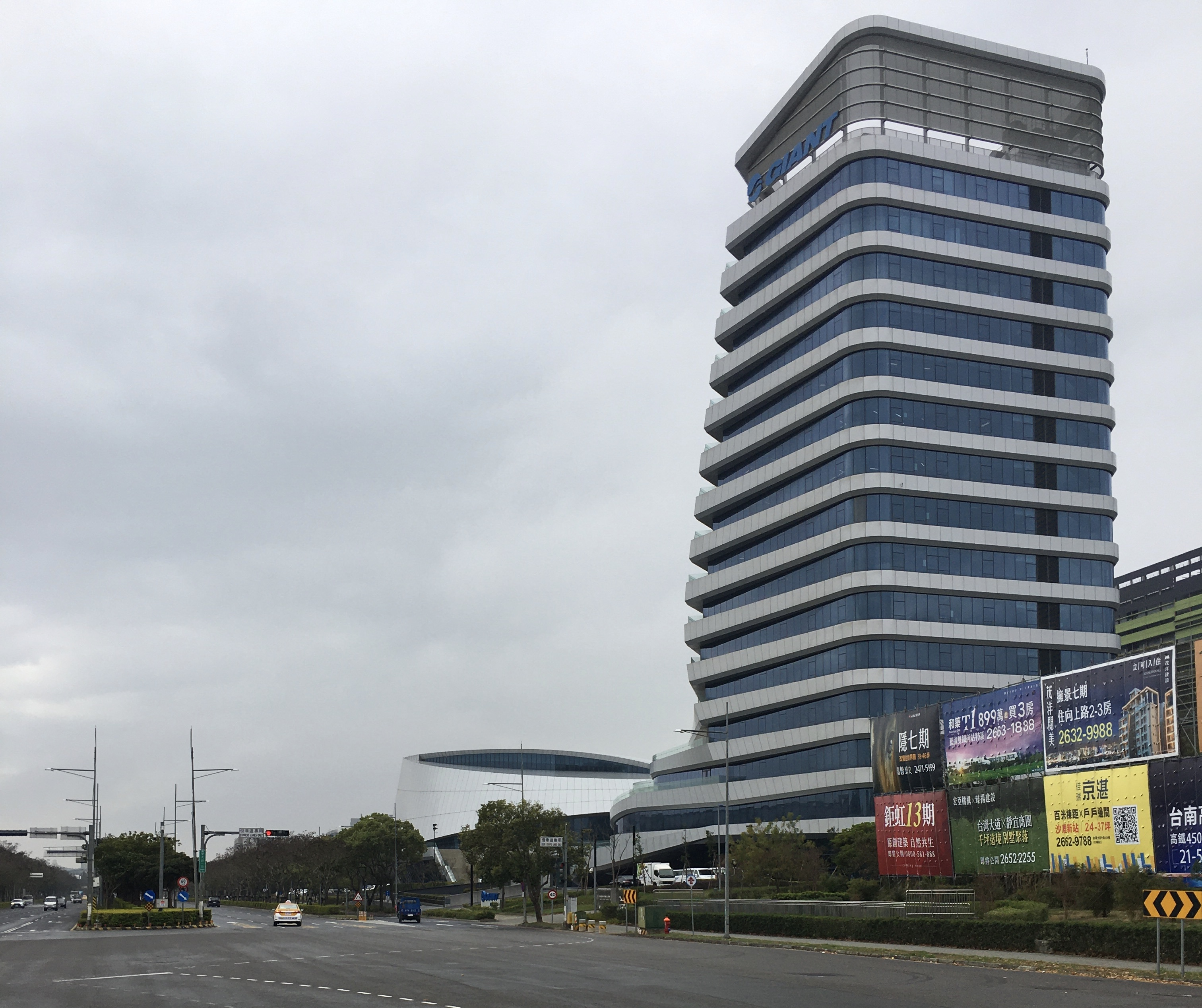
Firmensitz von Giant in Taichung, zentral im Bild ist das Cycling Culture Museum sichtbar

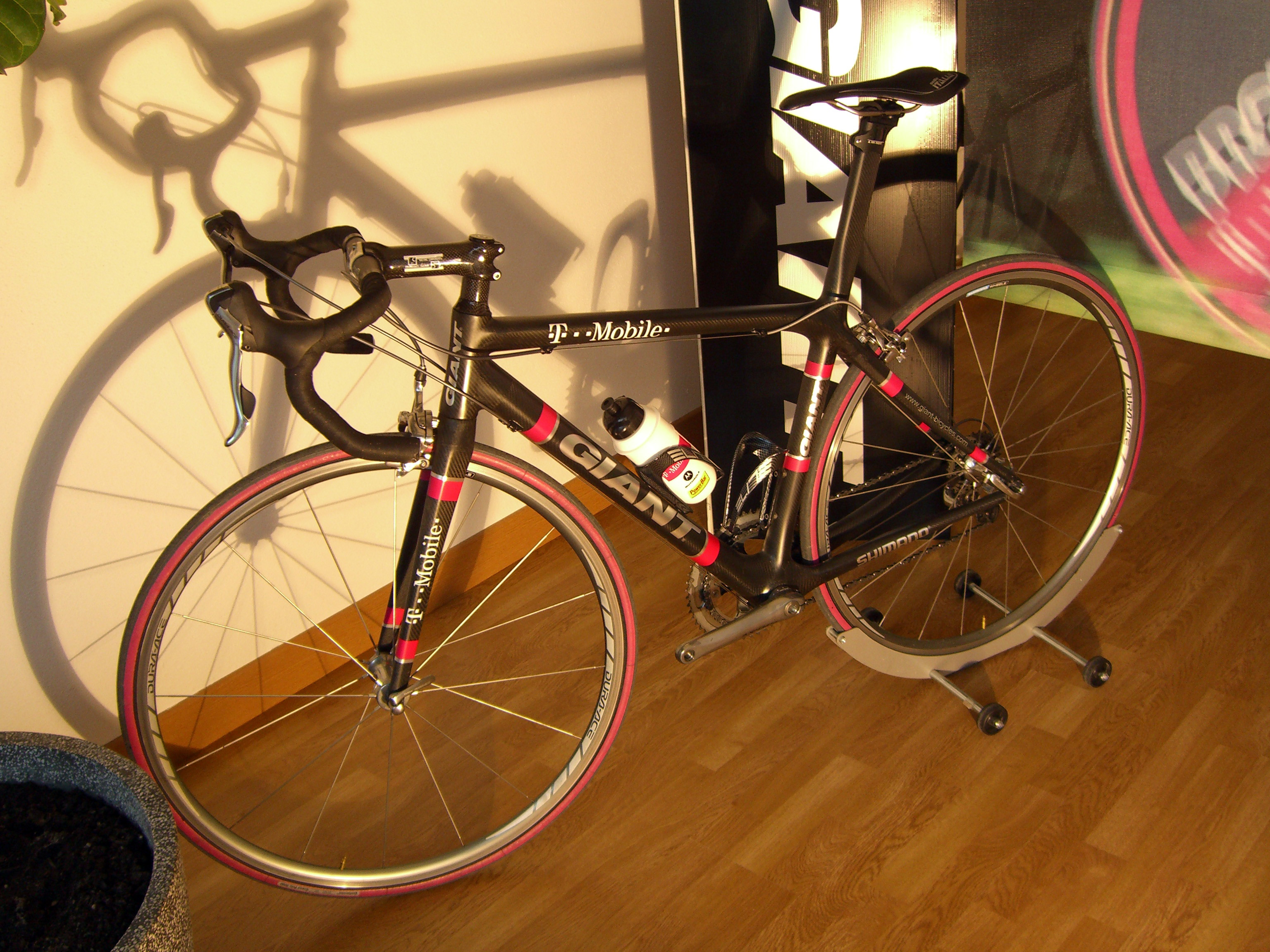
Carbon-Rennrad von Giant (ca. 2006)

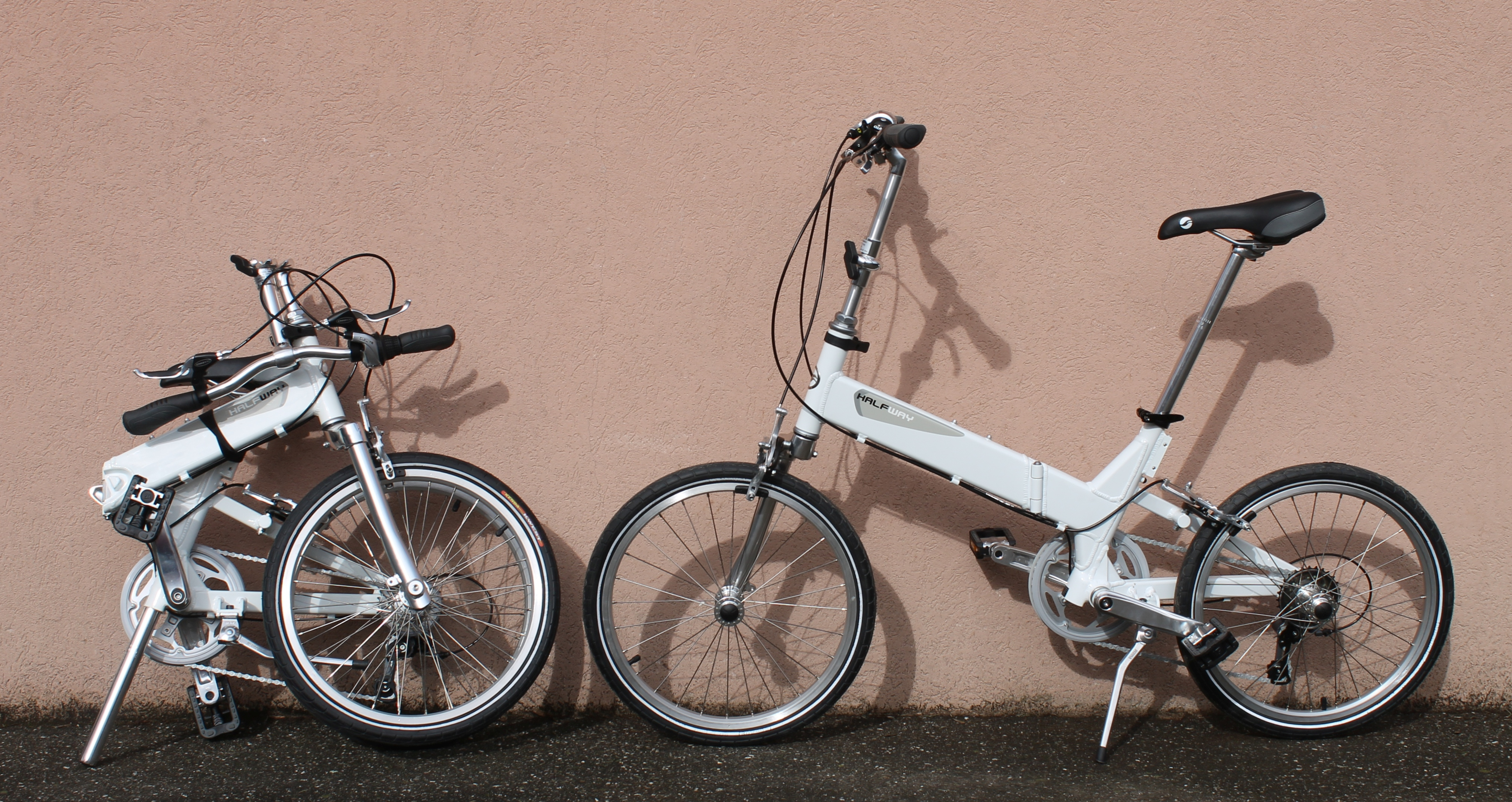
Halfway-Klappfahrrad

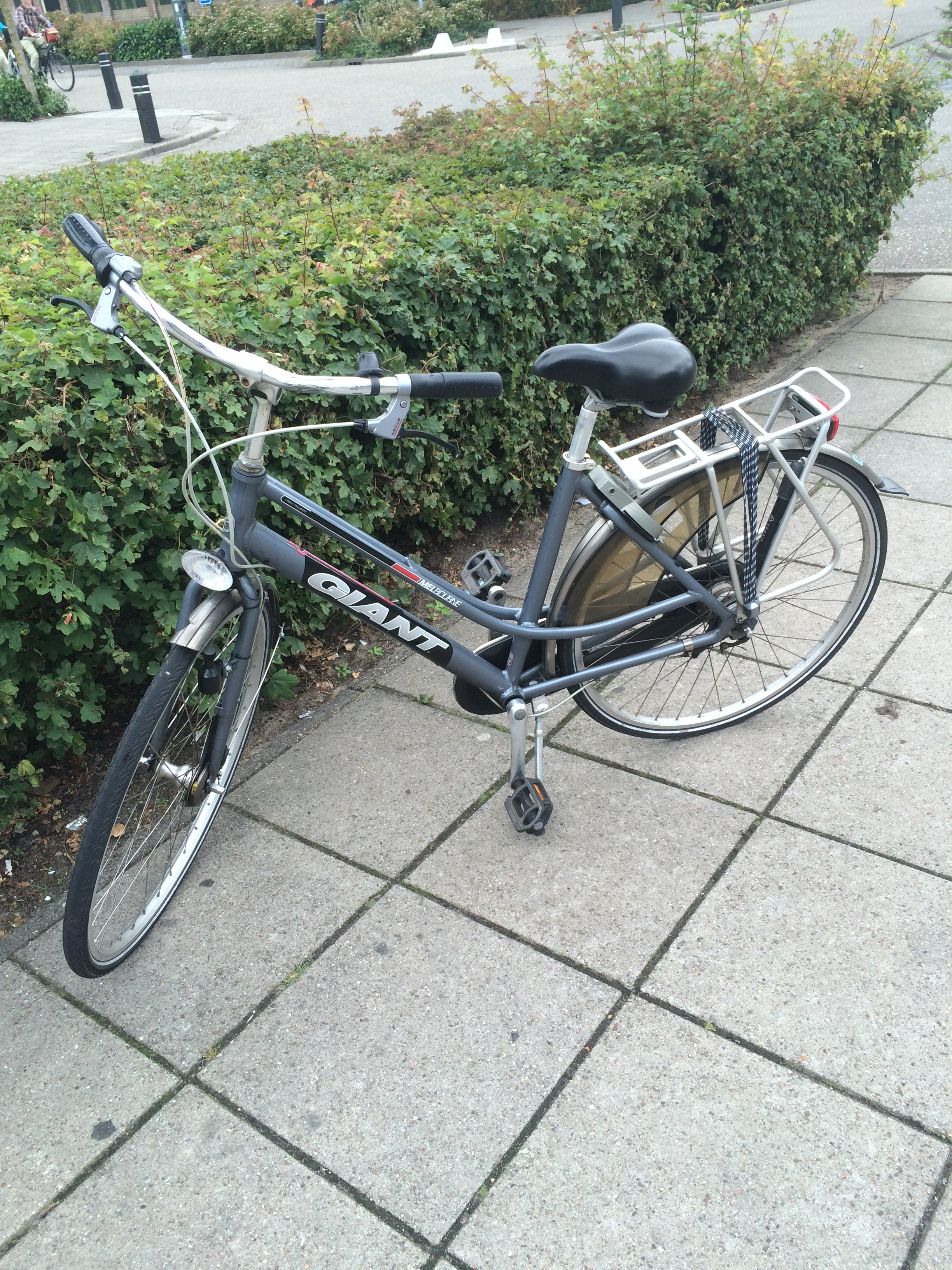
Giant-Tourenrad

Giant Manufacturing Co. Ltd. (chinesisch 巨大機械工業股份有限公司 / 巨大機械工業股份有限公司, Fahrradmarke: 捷安特,  Jiéāntè – „Giant“) wurde 1972 in Dajia, Landkreis Taichung, Taiwan, gegründet und ist heute der größte Produzent von Zweirädern des Landes. Seit 1980 ist Giant der größte Fahrradhersteller in Taiwan. Giant hat Produktionsstandorte in Taiwan, der Volksrepublik China und Europa (Niederlande). Aufgrund der Spezialisierung des Unternehmens auf Design, Entwicklung und Fertigung ist Giant auch bedeutender Erstausrüster für andere Fahrradhersteller auf der ganzen Welt.
Der Firmensitz befindet sich im Central Taiwan Science Park in Taichung. Neben dem Firmensitz befindet sich das Cycling Culture Museum.

## Geschichte

### Entwicklung der Giant Group
- 1972 – Gründung von Giant Manufacturing Co. Ltd.
- 1980 – Giant wird zum größten Radhersteller Taiwans.
- 1981 – Gründung von Giant Sales Company, Taiwan.
- 1986 – Gründung von Giant Europe B.V., Niederlande.
- 1987 – Gründung von Giant Bicycle INC, USA.
- 1989 – Gründung von Giant Company Ltd., Japan
- 1991 – Gründung von Giant Canada und Giant Australia
- 1992 – Gründung von Giant (China) Co. Ltd.
- 1994 – Börsengang an der Taiwan Stock Exchange
- 1996 – Gründung von Giant Europe Manufacturing
- 1997 – Gründung von Chuansin Metal Products (Kunshan) Co. Ltd.
- 1998 – Erwerb von 30 % der Anteile von Hodaka in Japan.
- 2002 – Fertigung von über 4 Millionen Rädern weltweit in einem Jahr.

Während der Covid-19-Pandemie stieg die Nachfrage nach Fahrrädern weltweit und die Giant Group verzeichnete einen Umsatzwachstum aller ihrer Eigenmarken wie Cadex, Giant, Liv, Momentum in allen Regionen. In den drei Hauptmärkten USA, Europa und China verzeichnete der Hersteller im 1. Halbjahr 2021 Umsatzwachstum von jeweils über 20 Prozent.

### Entwicklung von Giant Europe
- 1986 – Gründung von Giant Europe B.V. (Lelystad, Niederlande)
- 1987 – Gründung von Giant Holland B.V. (Lelystad, Niederlande)
- 1987 – Gründung von Giant Germany GmbH (Erkrath, Deutschland)
- 1987 – und folgende Jahre – Gründung von 24 Importeuren in ganz Europa
- 1988 – Gründung von Giant France Sarl (Saint-Denis, Frankreich)
- 1988 – Gründung von Giant UK Ltd. (Nottingham, UK)
- 1990 – Gründung von Giant Italia (Vicenza, Italien)
- 1996 – Gründung von Giant Europe Manufacturing
- 1999 – Gründung von Giant Warsaw (Warschau, Polen)
- 2002 – Umzug von Giant France SARL nach Aix-en-Provence (Frankreich)

## Produkte
Giant stellt Räder verschiedenster Bauformen her. Neben Trekking- und Tourenrädern produziert das Unternehmen seit seiner Gründung Rennräder und verschiedene Arten von Mountainbikes (Full Suspension u. a.). Die Stahlrahmen der Firma wurden lange aus Tange-Rohr gefertigt.

### Giant als Erstausstatter für andere Marken
Zunächst war das Unternehmen Erstausrüster (OEM) für renommierte US-Marken. Bereits fünf Jahre nach seiner Gründung konnte Giant die amerikanische Traditionsmarke Schwinn Bicycle Company 1977 davon überzeugen, seine Räder von Giant fertigen zu lassen. Bald fertigte Giant auch für Scott, Trek und Colnago. 1987 wechselte Schwinn zu einem günstigeren chinesischen Hersteller und Giant entwickelte seine eigene Marke weiter. Dazu gehörten die Rennradmodelle Defy und Propel, die später erfolgreich bei der Tour de France eingesetzt wurden.

### Fahrradrahmen aus Kohlenstofffasern
Giant gehört zu den Pionieren in der Herstellung von Fahrradrahmen aus Kohlenstofffasern („Carbon“). Giant verbaute erstmals 1984 Kohlenstofffasern an Fahrradrahmen und brachte 1996 einen komplett aus Kohlenstofffasern bestehenden Fahrradrahmen auf den Markt. Eigenen Angaben zufolge gelang es Giant als erstem Konstrukteur, hochfeste Carbonfasermatten automatisch zu runden, später dann zu ovalen Endrohren zu wickeln und zu verkleben, was zu einem kostengünstigen Grundrohr führte, welches passend zersägt und in Aluminiummuffen geklebt werden konnte. So war es möglich, konventionelle Steckverfahren in Verbindung mit der klassischen Diamantrahmenform zu verwenden und auf die sonst übliche Handklebetechnik beim Carbonfaserbau zu verzichten. Alle Rahmen von Giant werden komplett eigengefertigt; es wird, wie bei einigen anderen Marken, auf Zulieferer verzichtet.
Die ersten Komplettrahmen von Giant bestanden wie beim französischen Komponentenhersteller LOOK aus einem Carbonrohrsystem mit Duralmuffen sowie einer Aluminiumgabel (zum Beispiel die Giant-Modellreihe Cadex). Erst ab Mitte der 1990er Jahre konnten durch die Nutzung zähelastischer Klebematerialien und Harze auch taugliche Vollcarbongabeln hergestellt werden.

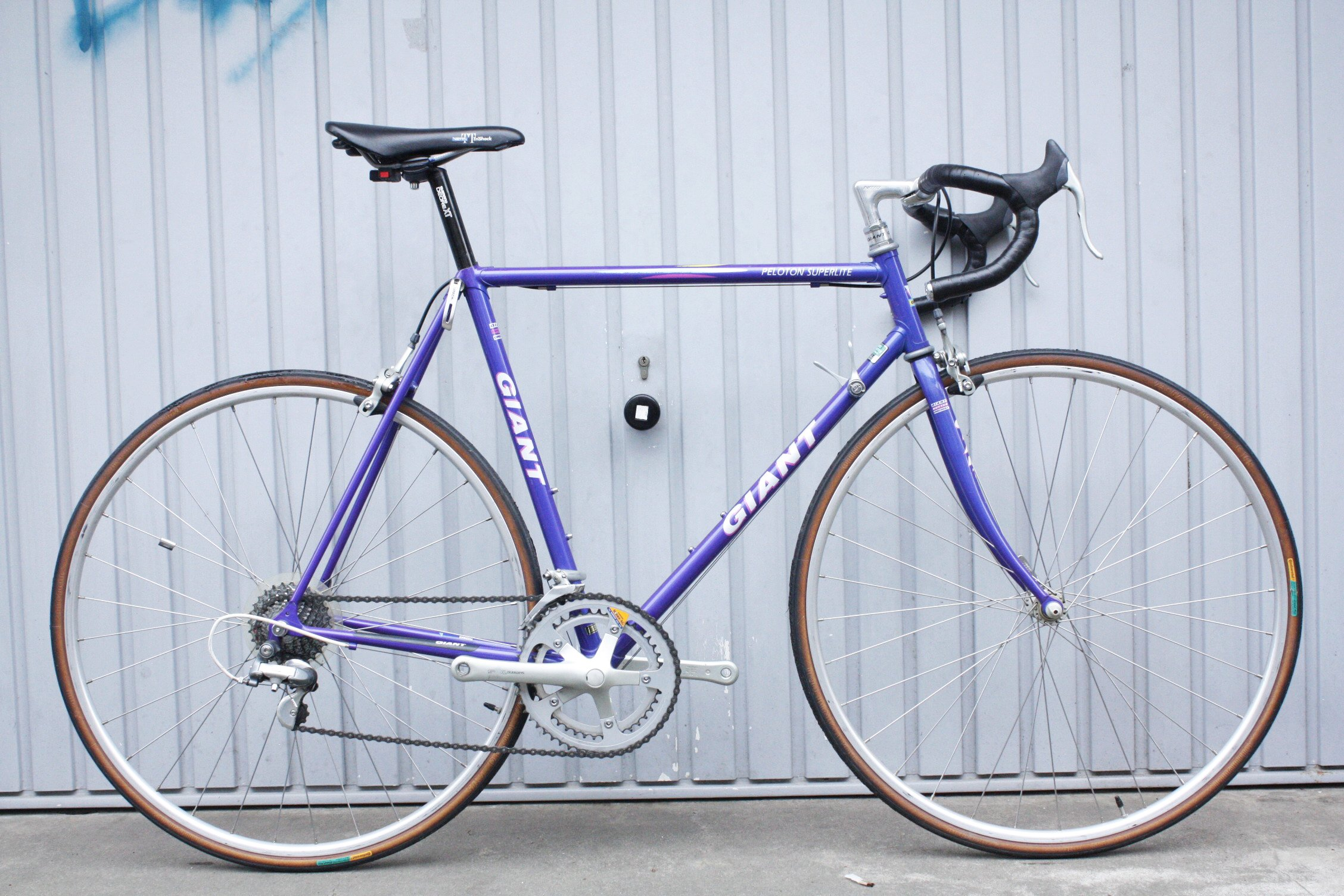
Giant-Rennrad aus den 90er Jahren
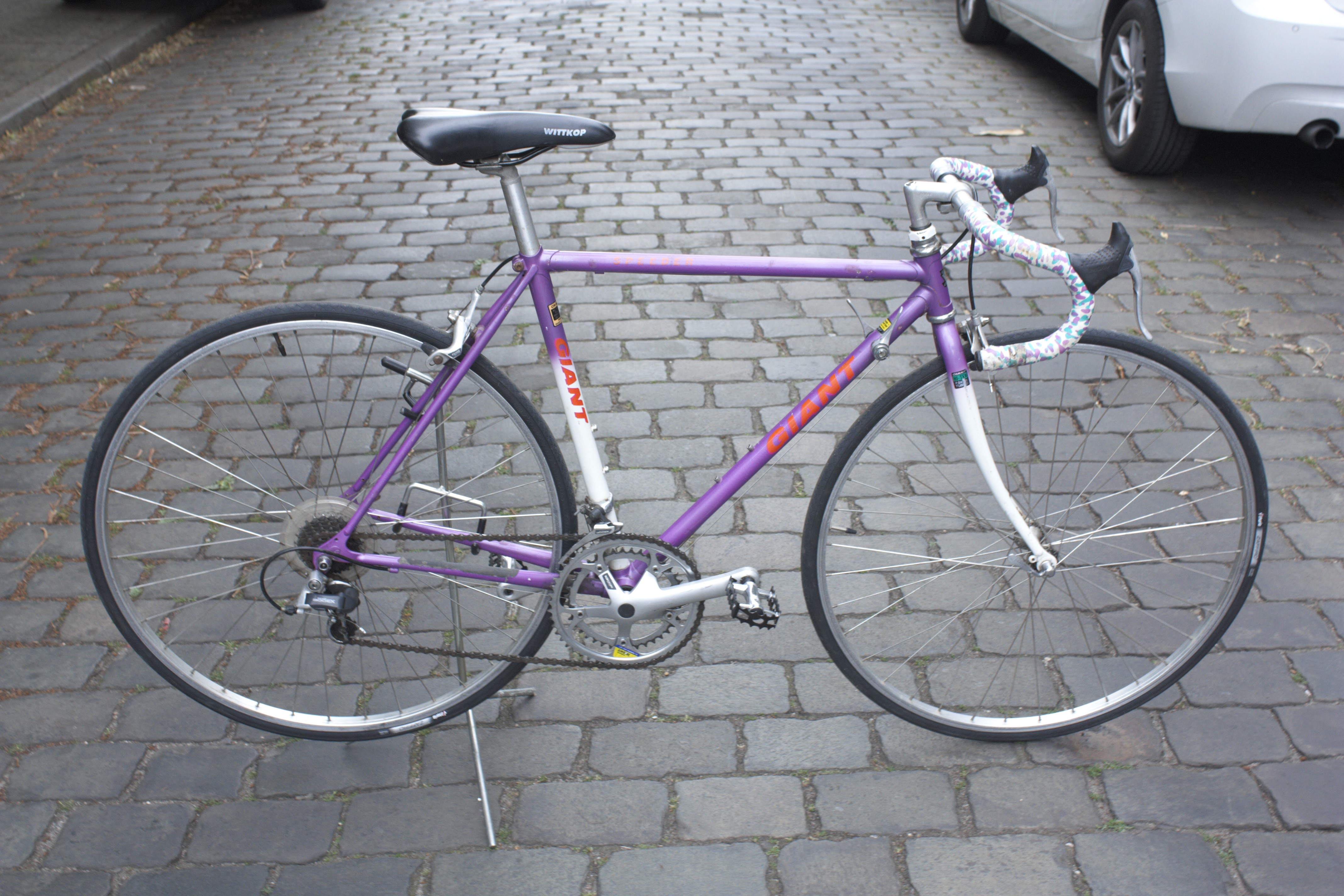
Kleines Giant-Rennrad aus CroMo

## Radsport
Giant war und ist offizieller Ausrüster mehrerer Radsportteams, u. a. von Once, dem Team T-Mobile, sowie vom Team Columbia und dem Team Rabobank. Mit Beginn der Saison 2013 wurde Giant Hauptsponsor des Team Giant-Shimano (später u. a. als Team Giant-Alpecin und Team Sunweb), blieb dessen Ausrüster bis zum Ablauf der Saison 2018, bevor Giant zur Saison 2019 Ausrüster des CCC Teams wurde.